# Airwaves
Airwaves is een studioalbum van Gordon Giltrap, die het album uitbracht als zijnde een album van de Gordon Giltrap Band. Giltrap schreef in de compact discversie dat hij destijds het gevoel had in een band te moeten zitten. Later verdween dat gevoel weer. Het album is ingedeeld bij Library Music, een aanduiding dat het niet was gemaakt om live uit te voeren, maar dat de muziek paste bij televisie, radio of ander niet-commercieel werk. De muziek verschilt nauwelijks van de andere muziek van Giltrap. Opnamen vonden plaats in de Redan Recorders in Bayswater.   

## Musici
- Gordon Giltrap – gitaar
- Chas Cronk – basgitaar  (van Strawbs)
- Rod Edwards – toetsinstrumenten
- Clive Bunker – slagwerk
- Bimbo Acock – dwarsfluit, saxofoon

## Muziek
| Nr. | Titel                                      | Duur |
| --- | ------------------------------------------ | ---- |
| 1.  | Black lightning (Acock, Bunker, Edwards)   | 3:04 |
| 2.  | El Greco (Giltrap)                         | 3:56 |
| 3.  | Heroes (Acock, Bunker, Edwards, Giltrap)   | 3:31 |
| 4.  | Haunted heart (Giltrap)                    | 3:53 |
| 5.  | Rainbells (Giltrap)                        | 2:29 |
| 6.  | Dreamteller (Edwards)                      | 3:11 |
| 7.  | Reaching out (Giltrap)                     | 2:55 |
| 8.  | Sad skies (Acock,Bunker, Erwards, Giltrap) | 4:51 |
| 9.  | Airwaves (Acock, Edwards)                  | 3:35 |
| 10. | Empty (Giltrap)                            | 2:28 |
| 11. | Lake Isle (Giltrap)                        | 2:05 |
| 12. | Lost love (Peter Acock)                    | 3:35 |
| 13. | The snow goose (part one) (Giltrap)        | 0:49 |
| 14. | The snow goose (part two) (Giltrap)        | 1:57 |
| 15. | The snow goose (part three) (Giltrap)      | 1:53 |